# شهرک اردکپان
طایفه آردکپان از ترکمانان اغوز (قشقایی)ساکن جنوب ایران شامل تیره ای (ذوالفقارلو.عسکرلو.ایسبلو.کوولی.قره قوینلو )در دشت بکان استان فارس از دهستان های بخش حسن آباد شهرستان اقلید مشغول دامداری و کشاورزی هستند

## جمعیت
این روستا در دهستان بکان قرار دارد و براساس سرشماری مرکز آمار ایران در سال۱۴۰۳، جمعیت آن ۵۰۰۰ نفر (۱۲۰۰خانوار) بوده‌است.